# Società Podistica Lazio 1925-1926
Questa voce raccoglie le informazioni riguardanti la Società Podistica Lazio nelle competizioni ufficiali della stagione 1925-1926.

## Stagione
La Lazio nella Prima Divisione 1925-1926 si classificò al terzo posto del girone laziale della Lega Sud con 14 punti dietro ad Alba Roma e Fortitudo. Il terzo posto in classifica non garantì alla squadra l'ammissione alla prima edizione della futura Divisione Nazionale, che dunque venne ammessa alla Prima Divisione, ovvero il campionato cadetto in seguito alla riforma dei campionati.
Al termine della stagione, il 19 giugno 1926, la società assume la denominazione di Società Sportiva Lazio.

## Organigramma societario
Area direttiva
- Presidente: Gerardo Branca

Area tecnica
- Allenatore: Dezső Kőszegi

## Rosa
| N. |                   | Ruolo | Calciatore        |
| -- | ----------------- | ----- | ----------------- |
|    | Italia (bandiera) | P     | Remo Alessandri   |
|    | Italia (bandiera) | P     | Bruno Nicolini    |
|    | Italia (bandiera) | D     | Ugo Dosio         |
|    | Italia (bandiera) | D     | Bruno Finesi      |
|    | Italia (bandiera) | D     | Pietro Morselli   |
|    | Italia (bandiera) | D     | Augusto Parboni   |
|    | Italia (bandiera) | D     | Luigi Saraceni II |
|    | Italia (bandiera) | D     | Umberto Zannelli  |
|    | Italia (bandiera) | C     | Manrico Berti     |
|    | Italia (bandiera) | C     | Giovanni Fiorini  |

| N. |                   | Ruolo | Calciatore                   |
| -- | ----------------- | ----- | ---------------------------- |
|    | Italia (bandiera) | C     | Olindo Galli                 |
|    | Italia (bandiera) | C     | Carlo Nesi                   |
|    | Italia (bandiera) | A     | Fulvio Bernardini (capitano) |
|    | Italia (bandiera) | A     | Dante Filippi                |
|    | Italia (bandiera) | A     | Aldo Fraschetti              |
|    | Italia (bandiera) | A     | Giorgio Okely I              |
|    | Italia (bandiera) | A     | Gino Ottier                  |
|    | Italia (bandiera) | A     | Guido Perroni                |
|    | Italia (bandiera) | A     | Augusto Rea                  |
|    | Italia (bandiera) | A     | Quinto Rosso                 |

## Risultati

### Prima Divisione

#### Girone di andata
| Arbitro: | Cerchia (Roma) |

|                                                    |           |                      |
| Bernardini 1’ Fraschetti 10’, 21’ Filippi 42’, 80’ | Marcatori | 34’, 56’, 64’ Molnár |

| Arbitro: | Reichlin (Napoli) |

|                                                                                          |           |                           |
| Fiorini 22’ (aut.) Canestrelli 55’ (rig.), 75’ Sansoni III 62’ Scardola 70’ Bramante 81’ | Marcatori | 10’ Quinto 66’ Bernardini |

| Arbitro: | De Berardinis (Roma) |

|                                                                                          |           |                                                                 |
| Bernardini 5’, 39’, 82’ (rig.) Rosso 43’, 71’ Ottier 54’, 67’ Filippi 61’ Fraschetti 89’ | Marcatori | 9’ Beniamini 15’, 75’ (rig.) Alciati 50’ Brocchi 77’ Chiocchini |

| Arbitro: | Barionovi (Roma) |

|                                                                                 |           |               |
| Ottier ?’, ?’, ?’ Bernardini ?’, ?’, ?’, ?’ Rosso ?’ Filippi ?’ Preti ?’ (aut.) | Marcatori | ?’ Migliorini |

| Arbitro: | Dani (Genova) |

|                                             |           |                                |
| Degni 12’ Bukovi 57’, 60’, 76’ Lo Prete 87’ | Marcatori | 20’, 41’ Bernardini 51’ Ottier |

#### Girone di ritorno
| Arbitro: | Bellucci (Roma) |

|               |           |            |
| Garbarino 90’ | Marcatori | 37’ Ottier |

| Arbitro: | Bellucci (Roma) |

|                                              |           |                              |
| Ottier 15’ Bernardini 17’ (rig.), 76’ (rig.) | Marcatori | 44’ Scardola 65’ Canestrelli |

| Arbitro: | Torro (Taranto) |

|                             |           |                                 |
| Campodonico 74’ Cutrone 87’ | Marcatori | 6’, 8’ Ottier 48’ Rea 56’ Galli |

| Arbitro: | De Micheli (Taranto) |

|  |           |                                                          |
|  | Marcatori | 4’, 60’ Ottier 11’, 40’ Parboni 70’ Rosso 81’ Bernardini |

| Arbitro: | Battucci (Ancona) |

|                        |           |                      |
| Ottier 40’ Filippi 64’ | Marcatori | 12’ Degni 16’ Bukovi |

## Statistiche

### Statistiche di squadra
| Competizione                               | Punti | In casa | In casa | In casa | In casa | In casa | In casa | In trasferta | In trasferta | In trasferta | In trasferta | In trasferta | In trasferta | Totale | Totale | Totale | Totale | Totale | Totale | DR  |
| Competizione                               | Punti | G       | V       | N       | P       | Gf      | Gs      | G            | V            | N            | P            | Gf           | Gs           | G      | V      | N      | P      | Gf     | Gs     | DR  |
| ------------------------------------------ | ----- | ------- | ------- | ------- | ------- | ------- | ------- | ------------ | ------------ | ------------ | ------------ | ------------ | ------------ | ------ | ------ | ------ | ------ | ------ | ------ | --- |
| Prima Divisione (Lega Sud, girone laziale) | 14    | 5       | 4       | 1       | 0       | 29      | 13      | 5            | 2            | 1            | 2            | 16           | 14           | 10     | 6      | 2      | 2      | 45     | 27     | +18 |